# أشخر
الأشْخَر أو دُوتسِيّة أو دُتْزِيَة، مُعَرَّبَة؛ مهداة إلى أحد العلماء الهولنديين Deutz من مدينة أمستردام (1763-1822) (الاسم العلمي: Deutzia) جنس نباتات مُزهرة من فصيلة الهدرانجية، يضم 60 نوعًا. أعطانها في شرق ووسط آسيا (من جبال الحملايا شرقًا إلى اليابان والفلبين)، وأمريكا الوسطى وأيضًا أوروبا.أعلى تنوع الأنواع لهُ في الصين، حيث يوجد 50 نوع.